# Hermacha lanata
Hermacha lanata là một loài nhện trong họ Nemesiidae.
Hermacha lanata được miêu tả năm 1902 bởi Purcell.